# Xiphovelia
Xiphovelia is een geslacht van wantsen uit de familie beeklopers (Veliidae). Het geslacht werd voor het eerst wetenschappelijk beschreven door Lundblad in 1933.

## Soorten
Het genus bevat de volgende soorten:

- Xiphovelia boninensis Esaki & Miyamoto, 1959
- Xiphovelia curvifemur Esaki & Miyamoto, 1959
- Xiphovelia denigrata Ye & Bu, 2015
- Xiphovelia dentata Zettel, 2014
- Xiphovelia ensis Lundblad, 1933
- Xiphovelia fulva Ye & Bu, 2015
- Xiphovelia glauca Esaki & Miyamoto, 1959
- Xiphovelia iota J. Polhemus, 1979
- Xiphovelia japonica Esaki & Miyamoto, 1959
- Xiphovelia lacunana (Drake & Plaumann, 1952)
- Xiphovelia philippinensis Zettel, 2012
- Xiphovelia reflexa Ye & Bu, 2015
- Xiphovelia skoteina Nieser, 1995
- Xiphovelia vietnamica Ye & Bu, 2016